# 港クリエイティブアーツ
港クリエイティブアーツ（みなとクリエイティブアーツ）とは、2014年5月に名古屋市港区で結成されたクリエイティブ集団である。

## 概要
主に名古屋市を中心とした様々なイベントに出演し、DJパフォーマンスやライブペインティングを行っている。またイベントで使用されるフライヤーのデザインや映像制作など、多種多様に活動している。

## メンバー
イケダヒロキ
プロデューサー、パフォーマー担当。
タチバナアキタカ
ディレクター、デザイナー担当。
モリナガケイスケ
映像家、音楽家、DJ担当。
イケダイクミ
芸術家担当。
ハラモトタクヤ
DJ担当。

## 活動
2014年7月 名古屋で開催されたROCK DJイベント「OFF THE WALL」のフライヤー制作をする。

2014年8月 名古屋で開催されたROCK DJイベント「OFF THE WALL」にてDJ、ライブペイントを行う。

2014年10月 日本最大級インターネットラジオ fm-GIGのBIP FMという才能発信番組にてゲスト出演。